# Сжатое состояние
В квантовой механике сжатое состояние — особый класс чистых (когерентных) состояний квантовых систем, для которых дисперсия флуктуаций одной из канонически сопряженных компонент (например, квадратурной компоненты поля) меньше другой (меньше стандартного квантового предела). При этом не нарушается принцип неопределённости Гейзенберга. Наиболее простым примером сжатого по энергии состояния является фоковское состояние квантового гармонического осциллятора с точно определенной энергией, но неопределенной фазой. В контексте квантового осциллятора и квантовой оптики сжатые состояния могут рассматриваться как обобщение понятия когерентного состояния поля.

## История открытия
Сжатые состояния были введены в 1963 году Роем Глаубером, получившим в 2005 году Нобелевскую премию за работы в области квантовой оптики. В своей Нобелевской лекции лауреат отметил важность введённых им состояний для понимания принципа неопределённости и принципа суперпозиции в квантовой механике.
Сжатые состояния наблюдаются в многочисленных экспериментах по двухволновому смешению на фемтосекундных лазерах.

## Применение
Сжатие пучков света используется в высокоточных детекторах гравитационных волн обсерватории LIGO.
Созданы сверхточные датчики магнитного поля на основе явления сжатия пучков света.
Также возможны и многочисленные другие применения сжатых состояний света.